# Луций Кассий Лонгин (консул 30 года)
Лу́ций Ка́ссий Лонги́н (лат. Lucius Cassius Longinus; родился около 5 года до н. э. — умер после 33 года) — древнеримский государственный деятель из знатного плебейского рода Кассиев, ординарный консул 30 года. Первый супруг Юлии Друзиллы, горячо любимой сестры императора Калигулы.

## Происхождение
Луций Кассий Лонгин происходил из плебейского рода Кассиев. Был правнуком младшего брата Гая Кассия, убийцы Цезаря. Отцом его был Луций Кассий Лонгин, консул-суффект 11 года. Матерью — Элия Туберона, дочь юриста Квинта Элия Туберона и его жены.
Насчёт матери Элии существуют разночтения. По одной теории она была дочерью Юнии Блезы, которая вторым браком была замужем за Луцием Сеем Страбоном, от которого родила Сеяна. В таком случае Луций Кассий — племянник Сеяна.
Однако в той же книге Рональд Сайм указывает на то, что матерью Элии была Сульпиция Руфа. Это же имя называет и Помпоний в «Дигестах». В таком случае Лонгин никаких родственных связей с Сеяном не имел.
У Луция Кассия был брат, Гай Кассий Лонгин, знаменитый римский юрист, который в качестве консула-суффекта заменил в 30 году Луция на консульской должности, в 40 году был проконсулом Азии. В 41 году чуть было не был казнён Калигулой, когда оракул напророчил ему смерть от руки Кассия. Примечательно, что Калигула действительно пал от руки Кассия — центуриона Кассия Хереи. Гай Кассий при этом не пострадал.

### Гражданская деятельность
Крупный античный хронист Корнелий Тацит так пишет о Кассии: «Луций Кассий воспитывался в строгости, отличался обходительностью, но не обладал твёрдостью». В 30 году Луций занимал должность ординарного консула и поддерживал всесильного временщика императора Тиберия, Луция Элия Сеяна. Являясь консулом, предложил казнить Друза Цезаря: эта инициатива была принята сенатом, однако казнь была отсрочена принцепсом. После раскрытия заговора Сеяна и убийства префекта претория, Луций Кассий в 32 году внёс в сенат предложение о проклятии памяти Ливиллы, которая отравила своего супруга и сына Тиберия, Друза-младшего.
В 33 году Луций женился на Юлии, дочери Германика, с которой был вынужден развестись после прихода её брата и любовника — Калигулы — к власти. Впрочем, о дальнейшей судьбе Кассия ничего не известно.